# Bryn Terfel
Sir Bryn Terfel Jones (AFI: [brɨn ˈtɛrvɛl], Pant Glas, Caernarfonshire,  Gales, 9 de noviembre de 1965) es un bajo-barítono galés de ópera y conciertos. Terfel fue inicialmente asociado con roles de Mozart, Figaro, Leporello y Don Giovanni, pero expandió su repertorio a roles más pesados, especialmente los de Puccini y Wagner. Se destaca en el repertorio popular y de comedia musical.

## Biografía
Bryn Terfel Jones nació en Pantglas, al norte de Gales, hijo de un granjero (se enteró de la existencia de otro barítono galés llamado Delme Bryn-Jones, por lo que Terfel eligió Bryn Terfel como nombre profesional). Terfel mostró un gran interés y talento por la música a muy temprana edad. Un amigo de la familia le enseñó a cantar, comenzando con canciones tradicionales galesas.
Después de ganar numerosas competencias de canto, Terfel se mudó a Londres en 1984 e ingresó al Guildhall School of Music and Drama, del cual se graduó en 1989, ganando la Medalla de Oro. Obtuvo el segundo puesto detrás de Dmitri Hvorostovsky en el Cardiff BBC Singer of the World Competition el mismo año, sin embargo ganó el Lieder Prize.

## Carrera
Hacia el año 1989 participa como Massetto en lo que podría ser su primer documento discográfico; una grabación de la Versión de Praga de la ópera Don Giovanni de Wolfgang Amadeus Mozart, acompañado por Hákan Hagegârd (Don Giovanni), Gilles Cachemaille (Leporello), Della Jones (Donna Elvira), Arleen Auger (Donna Anna) y Nico van der Meel (Don Ottavio). Fueron acompañados por The Drottningholm Court Theatre Orchestra & Chorus quienes tocaron con instrumentos de la época de Mozart. DECCA 470 059-2
Con este documento se tiene prueba irrefutable de la participación de Terfel en todos los papeles para bajo - barítono del Don Giovanni mozartiano, pues después cantaría como Leporello acompañando al gran Thomas Allen (Don Giovanni)y hacia finales del siglo tomaría el papel estelar de esta, la mejor ópera jamás escrita, según lo indicó Hofmann
En 1990, Terfel hizo su debut operístico como Guglielmo en Così fan tutte en el Welsh National Opera, y después en la misma temporada cantó el rol protagónico enLe nozze di Figaro, el rol con el que hizo su debut en el English National Opera en 1991.
Terfel debutó en Estados Unidos como Figaro en la Ópera de Santa Fe. En 1992, debutó en el Royal Opera House, Covent Garden como Masetto en Don Giovanni, con Thomas Allen en el papel protagónico.
Terfel saltó a la fama cuando cantó el papel de Jochanaan en la ópera Salomé de Strauss en el Festival de Salzburgo de 1992. Terfel debutó como Figaro en la Ópera Estatal de Viena. El mismo año, también firmó un contrato exclusivo con Deutsche Grammophon, y regresó a the Welsh National Opera cantando el rol de Ford en Falstaff.
En 1993, grabó el rol de Wilfred Shadbolt en The Yeomen of the Guard, de Gilbert y Sullivan. Terfel afirmó que le gustaría grabar "un álbum de arias de Gilbert y Sullivan ".
En 1994, Terfel cantó el rol de Figaro en Covent Garden, e hizo su debut en el Metropolitan Opera con el mismo rol. También cantó la Octava Sinfonía de Mahler en el Festival de Ravinia bajo la batuta de James Levine.
Considerado uno de los más completos intérpretes de hoy, se ha destacado cantando comedias musicales, especialmente Sweeney Todd de Stephen
Sondheim. Ha grabado varios álbumes dedicados a canciones galesas, canciones de cámara alemanas y musicales.
Desde el año 2000 celebra en Snowdonia el Festival de Faenol, llamado comúnmente "Brynfest", donde reúne figuras de la lírica y cantantes populares.
Últimamente ha incorporado papeles para bajo-barítono de Wagner, terreno donde se lo considera uno de sus mejores exponentes, especialmente como Wolfram en Tannhäuser, Hans Sachs de Los maestros cantores de Núremberg, Wotan en El anillo del nibelungo y El holandés errante.
Otros papeles que interpreta son Scarpia en Tosca (ópera) y Nick Shadow en The Rake's Progress de Stravinsky.
En agosto de 2008 cerró los Proms en el Royal Albert Hall de Londres.
Estuvo casado con su novia de juventud (Lsley)hasta 2012, año en el que se separaron. Tiene tres hijos: Tomos, Morgan y Deio Son. Vive en Bontnewydd cerca de Caernavon, Gales.

## Honores
- 2003, condecorado Commander of the Order of the British Empire.
- 2006, Queen's Medal for Music
- 2008, Honorary Fellow, Jesus College Oxford
- Miembro de Gorsedd of Bards, como contribuyente a la cultura galesa
- Presidente del Shelter Cymru (desamparados de Gales)
- Patrón del Bobath Therapy Center para niños con cerebral palsy.

## Discografía
2007 Puccini: Tosca, Chailly, DVD
2007 Bryn Terfel - A Song In My Heart
2005 Mozart: Don Giovanni, Terfel, Fleming, Levine, DVD
2005 Roger Waters: Ca Ira, Wentworth
2004 Offenbach: Les Contes D'hoffmann, Lopez-cobos, DVD
2003 Renée & Bryn - Under The Stars, Gemignani DVD
2001 Verdi: Falstaff, Abbado
2001 Mozart: Le Nozze De Figaro, Gardiner, DVD
2000 Schumann: Liederkreis Op 39, Romanzen & Balladen / Martineau
2000 Bryn Terfel - We'll Keep A Welcome , canciones galesas
1999 Stravinsky, The Rake's Progress, Nick Shadow, John Eliot Gardiner	
1999 	"In Paradisum", Myung-Whun Chung	
1999 	A Hymn for the World, Myung-Whun Chung	
1999	If Ever I Would Leave You, Paul Daniel
1998	Handel, Arias	, Sir Charles Mackerras
1998	Cecilia & Bryn, Myung-Whun Chung	
1997	Mozart, Don Giovanni, Leporello, Claudio Abbado	
1997	 Voices from Heaven	Baritone	Myung-Whun Chung	
1996	Berlioz, La Damnation de Faust, Mephistopheles, Myung-Whun Chung	
1996	Metropolitan Opera Gala: James Levines 25, James Levine	
1996	Beethoven, 9th Symphony, Claudio Abbado	
1996	Mozart, Don Giovanni, Don Giovanni, Sir Georg Solti	
1996	Mendelsohn, Elijah, Elijah, Paul Daniel	
1996	Rodgers & Hammerstein, Something Wonderful,	Paul Daniel	
1995	Mozart, Le Nozze di Figaro, Figaro, John Eliot Gardiner	
1995	Brahms, Ein deutsches Requiem op. 45, Sir Colin Davis	
1995	Vaughn Williams, The Vagabond
1995	Lyrische Symphonie op.18	Baritone	Giuseppe Sinopoli	
1995	Bryn Terfel: Opera Arias, James Levine	
1994	Mozart, Idomeneo, James Levine	
1994	Schubert, An die Musik - Schubert Songs, Malcolm Martineau	
1994	Wagner, Lohengrin, Der Heerrufer des Königs,Sir Colin Davis
1994	Lehar, Die lustige Witwe, Mirko Zeta, 	John Eliot Gardiner	
1994	R. Strauss, Salome, Jochanaan, Christoph von Dohnányi	
1994	Mahler, Sinfonie Nr. 8 Es-dur , Claudio Abbado	
1994	Schumann, Szenen aus Goethes Faust, Claudio Abbado
1993	Mozart, Le Nozze di Figaro, Figaro, John Eliot Gardiner	
1993	Sea Drift	, Richard Hickox	
1993	Wagner Gala, Claudio Abbado	
1992	Britten, Gloriana, Henry Cuffe, Sir Charles Mackerras	
1992	Stravinsky, Oedipus Rex, Creon, Seiji Ozawa	
1992	R.Strauss, Die Frau ohne Schatten, Spirit-Messanger, Sir Georg Solti	
1992	The Yeomen of the Guard	Shadbolt	 Sir Neville Marriner	
1991	Handel, The Messiah, Richard Hickox	
1991	R. Strauss,Salome, Jochanaan, Giuseppe Sinopoli	
1991	The Shepherds of the Delectable Mountions	
1990	The Apostles op 49, St. Peter	Richard Hickox	
1990	Songs of Hiawatha, Kenneth Alwyn	
1990	The Song of Hiawatha, Kenneth Alwyn	
1990	The Starlight Express op 78, Charles Mackerras	
1990	Tosca, Angelotti, Cesare, Giuseppe Sinopoli
1989	 Don Giovanni, Masetto, Arnold Ostman	
1989	Vespro della Beata Vergine	, John Eliot Gardiner
1988	Adriana Lecouvreur, Quinault, Richard Bonynge